# Paula Hawkins (scrittrice)
Paula Hawkins, nota anche con lo pseudonimo di Amy Silver (Salisbury, 26 agosto 1972), è una scrittrice e giornalista britannica.
È nota per aver scritto il best seller internazionale La ragazza del treno (2015), che ha venduto oltre 20 milioni di copie nel mondo.

## Biografia
È nata a Salisbury, in Rhodesia (l'odierno Zimbabwe), figlia di Anthony Hawkins, noto anche come Tony Hawkins, professore di economia alla University of Rhodesia, nonché giornalista finanziario. Si è trasferita a Londra quando aveva 17 anni. Ha studiato filosofia, politica ed economia presso l'Università di Oxford, e successivamente ha lavorato come giornalista per il Times. Ha inoltre lavorato per un certo numero di pubblicazioni come freelance e ha scritto un libro di consulenza finanziaria per donne, intitolato The Money Goddess.
Attorno al 2009 ha iniziato a scrivere romanzi rosa sotto lo pseudonimo di Amy Silver. In totale ha scritto quattro romanzi, tra cui Tutta colpa del tacco 12 e Il bello delle amiche.
Raggiunge il successo commerciale con il romanzo thriller psicologico La ragazza del treno, diventato un best seller negli Stati Uniti e in Gran Bretagna, con oltre 3 milioni di copie vendute solo negli USA. Ha debuttato al numero uno nella lista dei best seller del New York Times, rimanendovi per 13 settimane. Il 2 maggio 2017 viene pubblicato il suo secondo thriller psicologico, Dentro l'acqua.

## Opere
- La ragazza del treno (The Girl on the Train, 2015), traduzione di Barbara Porteri, Piemme, 2015, ISBN 9788856637779
- Dentro l'acqua (Into the Water, 2017), traduzione di Barbara Porteri, Piemme, 2017, ISBN 9788856660616
- Un fuoco che brucia lento (A Slow Fire Burning, 2021), traduzione di Barbara Porteri, Piemme, 2021, ISBN 9788856681093
- A occhi chiusi (Blind Spot, 2022), traduzione di Rachele Salerno, Piemme, 2023, ISBN 9788856690064
- L'ora blu (The Blue Hour, 2024), Piemme, 2024, ISBN 978-88-566-9693-6